# Peter Kurth (Schauspieler)

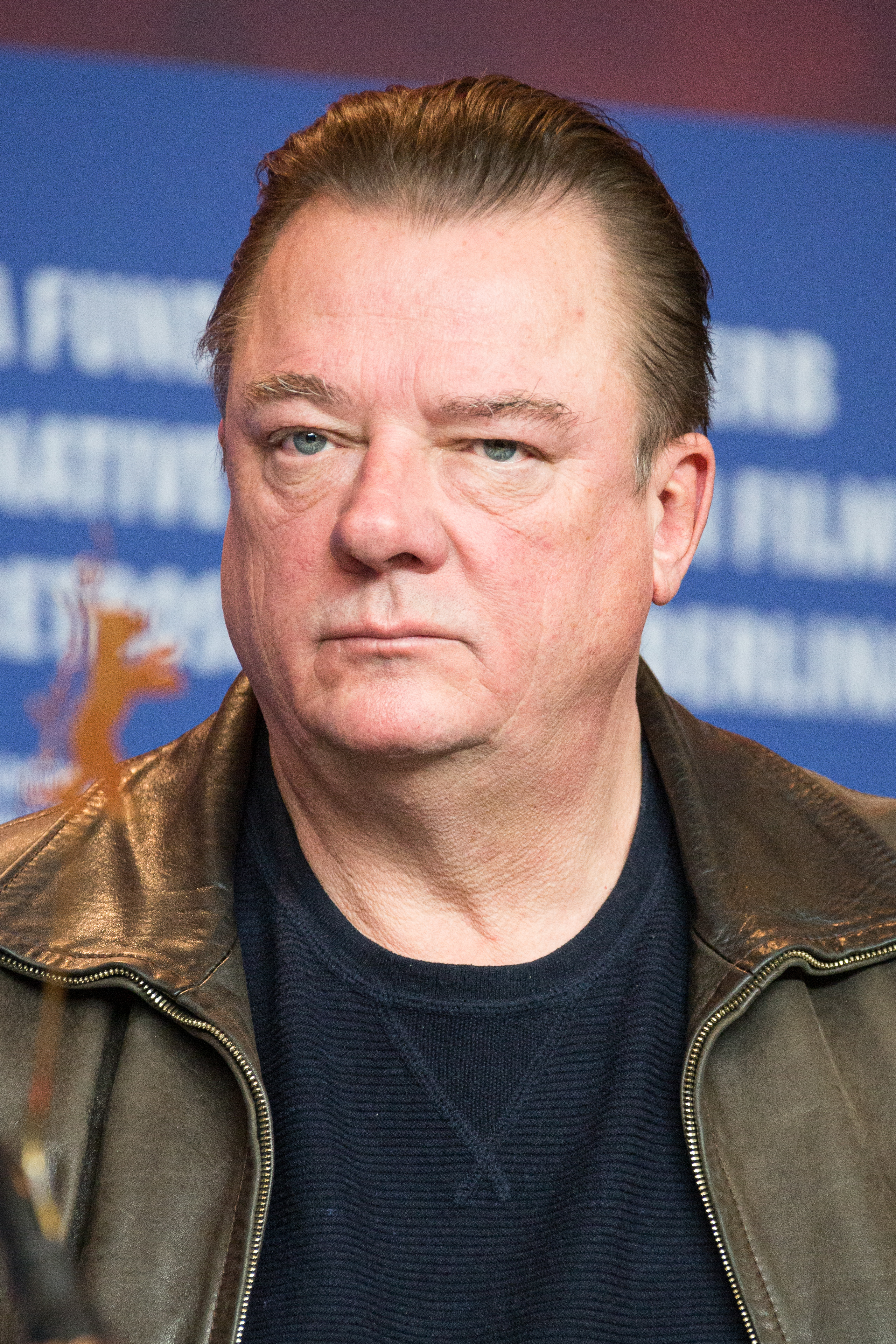
Peter Kurth (2018)

Peter Kurth (* 4. April 1957 in Güstrow) ist ein deutscher Schauspieler und Hörspiel-Sprecher. Bekannt wurde er insbesondere als Darsteller in der Kriminalfilm-Reihe Tatort und der Serie Babylon Berlin.

## Leben
Peter Kurth wuchs in Goldberg bei Güstrow auf. Nach Abitur und Armeedienst absolvierte er von 1978 bis 1981 ein Fachschulstudium an der Schauspielschule Rostock. Sein erstes Engagement erhielt Kurth am Theater für junge Zuschauer Magdeburg (1981–1984). Von 1984 bis 1988 spielte er am Theater der Altmark in Stendal. Am Städtischen Theater Karl-Marx-Stadt/Chemnitz spielte er von 1988 bis 1997 und anschließend bis 2000 am Schauspielhaus Leipzig. Von 2000 bis 2006 war Peter Kurth im Ensemble des Thalia Theaters Hamburg und wechselte zur Spielzeit 2006/2007 an das Maxim-Gorki-Theater Berlin. Dessen Intendant Armin Petras folgte er 2013 ins Ensemble des Schauspiels Stuttgart. Im November 2004 wurde Kurth mit dem Rita-Tanck-Glaser-Schauspielpreis der Hamburgischen Kulturstiftung und 2014 vom Theatermagazin Theater heute als Schauspieler des Jahres ausgezeichnet.

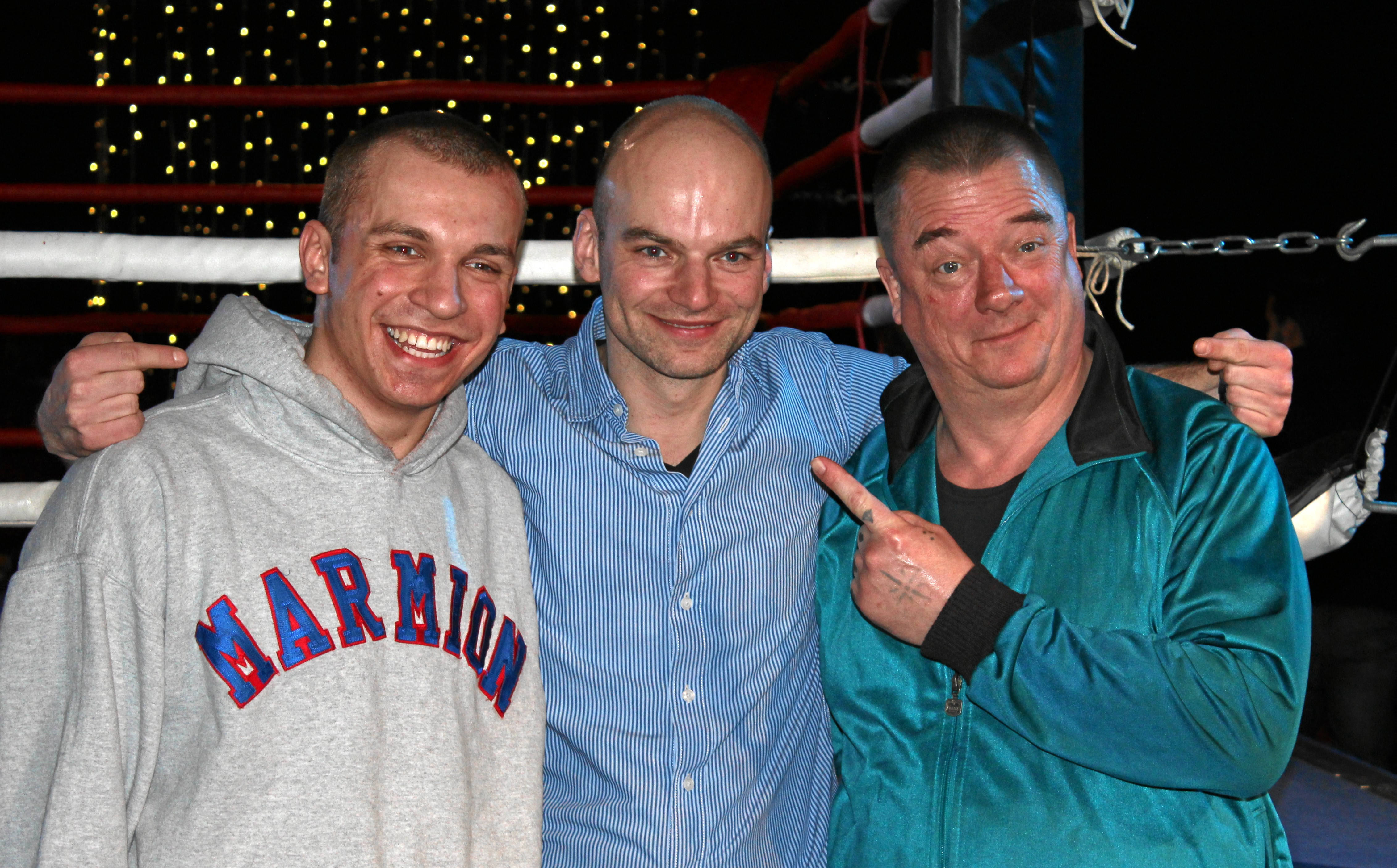
Peter Kurth (rechts) mit Edin Hasanović und Thomas Stuber am Set des Films Herbert

Neben seiner Arbeit am Theater spielt Peter Kurth regelmäßig in deutschen Film- und Fernsehproduktionen, so etwa in den Kinofilmen Good Bye, Lenin! (2003), Hallesche Kometen (2006), Ein Freund von mir (2006) oder Die Kleinen und die Bösen (2015). Von 2011 bis 2015 war er im Frankfurter Tatort-Team Steier und Mey als Kommissar Erik Seidel zu sehen. 2014 übernahm Peter Kurth erstmals eine Hauptrolle in einem Kinofilm: In Die Kleinen und die Bösen verkörpert er den asozialen, brutalen, gleichzeitig aber auch komischen und am Ende sogar auf eine gewisse Weise sympathischen Knastbruder Hotte. Außerdem hatte er in der Serie Friesland eine Nebenrolle, in der er einen Tatverdächtigen im Rollstuhl spielte. Für seine Titelrolle in Thomas Stubers Spielfilm Herbert (2015) als ehemaliger Boxer, der an ALS erkrankt, wurde er bei der Verleihung des Deutschen Filmpreises 2016 als bester Hauptdarsteller ausgezeichnet. Als Darsteller wirkte er in der Serie Babylon Berlin, die neben weiteren Auszeichnungen 2018 den Grimme-Preis in der Kategorie Fiktion verliehen bekam.
Seit 2021 ist Peter Kurth an der Seite von Peter Schneider im Halleschen Ermittlerteam Koitzsch und Lehmann der Reihe Polizeiruf 110 zu sehen.
Er ist mit der Schauspielerin Susanne Böwe verheiratet und lebt in Berlin.

## Filmografie
- 2000: Polizeiruf 110: Tote erben nicht (Regie: Jan Ruzicka)
- 2002: Tatort: Undercover
- 2002: Schimanski: Asyl
- 2003: Tatort: Die Liebe der Schlachter
- 2003: Good Bye, Lenin!
- 2003: Liebe Schwester
- 2004: Das Konto
- 2004: Delphinsommer
- 2005: Hallesche Kometen
- 2005: Wilsberg: Ausgegraben
- 2005: Das Lächeln der Tiefseefische
- 2006: Der Mann im Strom
- 2006: Tatort: Schwarzes Herz
- 2006: Ein Freund von mir
- 2006: Das Duo – Auszeit
- 2007: Nachtschicht – Ich habe Angst
- 2007: AlleAlle
- 2007: Einsatz in Hamburg – Mord nach Mitternacht
- 2008: 1. Mai – Helden bei der Arbeit
- 2008: Bergfest
- 2009: Whisky mit Wodka
- 2009: 12 Meter ohne Kopf
- 2009: Tatort: Neuland
- 2009: Der gestiefelte Kater
- 2010: Im Schatten
- 2010: Mord mit Aussicht – Sonne, Mord und Sterne
- 2010: Lena will es endlich wissen
- 2010: Tatort: Schön ist anders
- 2011: Einer wie Bruno
- 2011: Unter anderen Umständen – Mord im Watt
- 2011–2015: Tatort (Fernsehreihe) als Kommissar Erik Seidel
- 2011: Eine bessere Welt
- 2012: Es ist böse
- 2013: Der Eskimo
- 2015: Das Haus am Ende der Straße
- 2013: Gold
- 2013: Nord Nord Mord – Clüver und die fremde Frau (Fernsehreihe)
- 2014: SOKO Wismar – Fotofalle
- 2014: Schmitke
- 2015: Die Kleinen und die Bösen
- 2015: Herbert
- 2016: Allmen und das Geheimnis der Libellen
- 2016: Ein Mann unter Verdacht
- 2016: Paradies (Рай)
- 2016: SOKO Köln – Scham
- 2017: Zwischen den Jahren
- 2017: Babylon Berlin
- 2018: In den Gängen
- 2018: Die Protokollantin
- 2018: Die Aldi-Brüder
- 2019: Tatort: Der höllische Heinz
- 2019: Tatort: Angriff auf Wache 08
- 2019: Criminal: Deutschland (Anthologie-Dreiteiler, erster Teil)
- 2019: Und der Zukunft zugewandt
- 2020: Tatort: Das perfekte Verbrechen
- 2020: Im Abgrund
- 2020: Hausen
- 2020: Altes Land
- 2020: Wir können nicht anders
- 2021: Sörensen hat Angst
- 2021: Nebenan
- 2021: Polizeiruf 110: An der Saale hellem Strande
- 2021: Ferdinand von Schirach – Glauben (Mini-Serie)
- 2021: Inventing Anna
- 2022: Totenfrau (Fernsehserie)
- 2022: Die stillen Trabanten
- 2023: Når befrielsen kommer (dt. Wenn die Befreiung kommt)
- 2024: Spuk unterm Riesenrad (Neuverfilmung)
- 2024: Polizeiruf 110: Der Dicke liebt
- 2024: Zwei zu eins
- 2024: Sterben für Beginner (Fernsehfilm)
- 2024: Micha denkt groß (Fernsehfilm)
- 2025: Totenfrau (Fernsehserie)

## Hörspiele (Auswahl)
- 2009: John von Düffel: Die Unsichtbare – Regie: Christiane Ohaus (Radio-Tatort – RB)
- 2012: Franziska Walther: Am Ufer der Schönsten – Regie: Anouschka Trocker (DKultur)
- 2012: Thomas Fritz: Elf Wochen und ein Tag – Regie: Beatrix Ackers (DKultur)
- 2013: Paul Plamper: Der Kauf – Regie: Paul Plamper (WDR)
- 2013: Helmut Kuhn: Gehwegschäden – Regie: Hannah Georgi (WDR)
- 2015: Karl-Heinz Bölling: Irgendwann geht alles kaputt – Regie: Stefanie Hoster (DKultur)
- 2016: Franz Kafka, Das Schloss. Hörspiel in 12 Teilen, Regie: Klaus Buhlert, Produktion: BR Hörspiel und Medienkunst.

## Auszeichnungen
- 2004: Rita-Tanck-Glaser-Schauspielpreis der Hamburgischen Kulturstiftung
- 2014: Schauspieler des Jahres vom Theatermagazin Theater heute
- 2016: Deutscher Filmpreis 2016 für Herbert
- 2016: Deutscher Schauspielerpreis 2016 für Herbert
- 2022: Blauer Panther – TV & Streaming Award als bester Schauspieler für Ferdinand von Schirach – Glauben[7]

## Belege
1. ↑  Peter Kurth im Munzinger-Archiv, abgerufen am 21. März 2023 (Artikelanfang frei abrufbar)
2. ↑  Elmar Krekeler: Peter Kurth: Der große Kleine-Leute-Darsteller in „In den Gängen“ - Das ist unser Mann am Ende des Kapitalismus. In: welt.de. 23. Mai 2018, abgerufen am 3. April 2019.
3. ↑   Peter Kurth bei filmportal.de, abgerufen am 18. Oktober 2021
4. ↑  Schauspiel Stuttgart: Peter Kurth
5. ↑  Die Höhepunkte des Jahres: Feine Unterschiede. In: kultiversum. Abgerufen am 29. August 2014.
6. ↑  Deutscher Filmpreis 2016: Und die Lola ging an … In: Focus Online. Abgerufen am 28. Mai 2016.
7. ↑  Die Preisträger:innen des "Blauer Panther - TV & Streaming Award" 2022. In: presseportal.de. 19. Oktober 2022, abgerufen am 20. Oktober 2022.

| Personendaten    | Personendaten          |
| ---------------- | ---------------------- |
| NAME             | Kurth, Peter           |
| KURZBESCHREIBUNG | deutscher Schauspieler |
| GEBURTSDATUM     | 4. April 1957          |
| GEBURTSORT       | Güstrow                |